# Distretto del Tripura Meridionale
Il distretto del Tripura Meridionale è un distretto del Tripura, in India, di 762 565 abitanti. Il suo capoluogo è Udaipur.